# Liza Nakashidze-Bolkvadze
Elisabed "Liza" Nakashidze-Bolkvadze (en georgiano: ელისაბედ ნაკაშიძე-ბოლქვაძე; Zemo Natanebi, agosto de 1885-Minusinsk, 22 de febrero de 1938) fue una política georgiana del Partido Socialdemócrata de Georgia y miembro de la Asamblea Constituyente de Georgia de 1919 a 1921. Después de la toma soviética de Georgia en 1921, se le persiguió repetidamente por oponerse al nuevo régimen y finalmente enviada al exilio a Siberia, donde fue ejecutada en 1937.

## Biografía
Nacida en la familia noble Nakashidze en la zona rural de Guria, entonces parte de la Georgia controlada por el Imperio ruso. Liza Nakashidze recibió su educación secundaria en el Instituto de Mujeres de Tiflis y se casó con un campesino de apellido Bolkvadze (lo cual no fue del gusto de sus padres).
Se involucró con el Partido Socialdemócrata en 1904 realizando propaganda entre los campesinos locales, participó activamente en el movimiento revolucionario local (conocido como la República de Guria) y encabezó un grupo socialdemócrata de mujeres en Guria durante la Revolución rusa de 1905. En la división dentro del Partido Socialdemócrata, se puso del lado de los mencheviques contra los bolcheviques. Después de un período de arresto y exilio por parte de la policía imperial, volvió a entrar en la política georgiana poco después de que la Revolución de Febrero derribara la monarquía rusa en 1917. Se convirtió en presidenta de la Sociedad de Mujeres Gurianas en marzo de 1917 y fue elegida miembro de la Asamblea Constituyente de una nueva Georgia independiente en una candidatura del Partido Socialdemócrata de Georgia en 1919. De esta manera se convirtió en una de las cinco mujeres  elegida democráticamente en la primera legislatura georgiana (de 130 miembros). En la Asamblea fue miembro del comité laboral y participó en la redacción de la constitución de 1921.
Después de que la República Democrática de Georgia cayera ante la invasión bolchevique en 1921, Nakashidze-Bolkvadze fue arrestada por ser parte de un grupo clandestino antisoviética y exiliada a los Urales de 1923 a 1925. Al mismo tiempo, en Batumi fue arrestado su padre (Ioseb Nakashidze), acusado de conexiones criminales con los hermanos Otar e Iván Dadiani (oficiales fusilados que participaron en la Rebelión de Agosto). Los agentes de seguridad no pudieron probar sus acusaciones pero, a pesar de las peticiones de los dirigentes locales, Ioseb Nakashidze permaneció bajo custodia durante varios meses y murió poco después de su liberación.
Al principio vivió en Guria, luego se mudó a Tiflis, donde comenzó a trabajar en el Partido Comunista de la República Socialista Soviética de Georgia. Al mismo tiempo, continuó su trabajo ilegal como secretaria del proscrito Partido Socialdemócrata de Georgia. El 22 de febrero de 1926, después del arresto de la secretaria del Comité Central no oficial, Eleonora Majviladze, Liza Bolkvadze se convirtió en la jefa de los Comités Central y de Tiflis. Tomó una serie de medidas enérgicas para intensificar el trabajo y también encontró formas de ayudar. las familias de los miembros del partido arrestados y los presos políticos.
El 29 de junio de 1926 fue arrestada por la Checa. El 8 de julio, Liza Nakashidze-Bolkvadze anunció su negativa a cooperar con la investigación y negó las acusaciones de actividades antisoviéticas. El 24 de julio de 1926 fue enviada a Moscú, donde Liza fue condenada a tres años de prisión para cumplir en el territorio de Krasnoyarsk, donde hasta 1927 estuvo en prisión durante un año, luego la pena de prisión fue reemplazada por el exilio. El 7 de enero de 1927 fue puesta en libertad y enviada al exilio; el 18 de enero de 1930 se prorrogó el período de exilio por otros 3 años. El 4 de febrero de 1933, una vez expirado su mandato, la dejaron vivir en la república de Altái. Vivió en la ciudad de Kamen del Obí, trabajó entre exiliados en la línea de la "cruz roja política". A principios de 1936, el NKVD llevó a cabo una operación a gran escala y detuvo a un gran grupo de socialdemócratas georgianos exiliados. Según la investigación, la organización contrarrevolucionaria de exiliados desarrolló mecanismos de correspondencia ilegal y realizó reuniones de exiliados. Los principales organizadores de este trabajo fueron Liza Nakashidze-Bolkvadze y Konstantín Andronikashvili.
Liza Bolkvadze fue arrestada el 6 de abril de 1936 y el 21 de septiembre de 1936, fue condenada por la troika del NKVD a 5 años de exilio en el territorio de Krasnoyarsk. El 6 de noviembre de 1937, fue arrestada nuevamente en la ciudad de Minusinsk. El 13 de febrero de 1938, se la condenó a muerte y fue fusilada en Minusinsk el 22 de febrero de 1938.
Nakashidze-Bolkvadze fue absuelta de todos los cargos y rehabilitada póstumamente en 1956.